# ロックマンDASH3 PROJECT
『ロックマンDASH3 PROJECT』は、カプコンが2010年9月29日に製作発表したニンテンドー3DS向けのフリーランニングRPG。

## 概要
製作開始の発表から約4か月後、上層部からの開発承認を得るための会議が2011年2月22日に行われたが、「試作期間の延長」として本承認を得られなかった。
同年3月、ユーザーに開発中のタイトルの試遊会として「ニンテンドー3DS×CAPCOM プレミアム体験会」が3月29日に開催されることが発表され、本作も出展予定に含まれていたが、11日に発生した東日本大震災の影響によりプレミアム体験会の開催自体が中止となる。
4月には「プロローグ版を配信し、ユーザーの反応を見て本制作承認の判断する」と発表があるも、翌月に配信延期が発表。そして7月19日、本作の開発中止が発表され、同年8月19日をもって日本国内の専用コミュニティサイト「DASH開発室」も閉鎖された（北米のコミュニティサイト "Devroom" は、ロックマンDASHシリーズの総合コミュニティサイトとして存続）。

## ストーリー
ゲームのストーリーは、『ロックマンDASH2』のイベントの直後から続いていたとされている。 主人公のロック・ヴォルナットをヘブンから救うために、2人の新しいキャラクター、エアロとバレットが加わる。「Nintendo Power」のクリス・ホフマンは、完成したゲームが、Klicke Lafonicaとして知られる神秘的なアイテムと、『DASH2』の終わりに再起動するワールドシステムの余波に焦点を合わせた可能性があることを暗示している。

## ロックマンDASH3 THE プロローグ!
プロローグ版である『ロックマンDASH3 THE プロローグ! ゲームのウラ側見せちゃいます編』は、ニンテンドーeショップでダウンロード販売開始を予定していたニンテンドー3DS用ソフト。
当初はニンテンドーeショップ開始（2011年5月末頃）と同時に配信が開始される予定であったが、「製品クオリティーの向上のため」に配信が延期となり、最終的には開発中止に伴い本作も配信中止となった。

## DASH開発室
本作は「みんなのチカラがロックのチカラに！」をスローガンに、ユーザーたちの協力のもとでゲームを完成させるという方針を掲げ、日本ではSNSサイト「ダレットビレッジ」（株式会社ダレット運営）内に「DASH開発室」、北米では CAPCOM U.S.A. 運営の "Capcom-Unity" 内に "Devroom" というコミュニティをそれぞれ設け、以下に挙げるとおり、本作に関する様々なゲームアイディアの募集や意見交換の場を企画していた。
開発中止の際、カプコンはこれらの企画で募集したアイディア、『DASH3』が初登場の人物やメカなどを他のゲームで使用することなく破棄することを発表し、また、発案者が今後自由に使用することを許可している。
新ヒロインデザインコンペ - 2010年10月
ユーザー参加企画の第1弾。ロールとトロンに次ぐ新たなヒロインのキャラクターデザインを歴代ロックマンシリーズに関わりの深い9人のデザイナーの案から投票で決めた。
ボーンメカデザイン募集 - 2010年11月
「DASH開発室」および "Devroom" 発足後の最初の企画。シリーズにおけるライバル「ボーン一家」の駆るメカ、およびそれを攻略するミッション（ステージ）のアイディアを募集。
街の人セリフ募集・街の人アイデア募集 - 2010年12月
舞台となる街にいる人々の名前や性格、台詞を募集。
新ヒロイン「エアロ」声優オーディション - 2010年12月
新ヒロインである「エアロ」の声優を決めるオーディション。3名の声優からサンプルボイスが提供され、ユーザーの投票により決定された。
リーバードデザイン募集 その1 - 2011年1月
DASHシリーズの敵キャラクター「リーバード」のデザインの募集企画。「4足歩行の巨大リーバード」を条件に募集された。
街で出来る遊びネタ募集 - 2011年2月
舞台となる街で遊ぶことのできるネタの募集企画。街の中でできるアクションの「キック・ジャンプ・ものを掴んで投げる」のいずれか、または複数を使うことを条件にアイデアを募集。
ロック ボディデザイン投票 - 2011年4月〜6月
主人公、ロックの新しいボディ（アーマー）のデザインを、デザイナーが提示した3パターンの中から投票で決める。
また、それぞれのデザインに対する意見なども広く受け付ける。
投票中に寄せられた意見などを基にしてさらにブラッシュアップしたデザインが2パターン提示され、決選投票が行われた。
復活リーバード総選挙!! - 2011年6月
過去のDASHシリーズの作品に登場したリーバードの中から、『DASH3』に再登場して欲しいものを投票で選出。

## 登場キャラクター
開発記事などで発表されていた登場人物を記載。
バレット（Barret）
声 - 小野大輔
本作の主人公。ブライト・バッツのリーダー。
エアロ（Aero）
声 - 神田朱未
本作のヒロイン。ブライト・バッツのメンバー。
グリル（Grill）、ピック（Pick）、マックス（Max）
ブライト・バッツのメンバー。